# شهرستان بیلسک
شهرستان بیلسک (به لهستانی: Powiat Bielsk) یک شهرستان در لهستان است که در استان پودلاسکی واقع شده‌است. شهرستان بیلسک ۱٬۳۸۵٫۲ کیلومتر مربع مساحت و ۵۹٬۳۰۱ نفر جمعیت دارد.